# Martirologij
Martirologij je u Katoličkoj Crkvi, liturgijska knjiga u kojoj su po danima zabilježena imena svetaca s kratkim životopisima.
također se kroisti i naziv pasional.